# Église Saint-Pierre de Berrien
Pour les articles homonymes, voir Église Saint-Pierre.
L'église Saint-Pierre est une église catholique située à Berrien, en France. Elle est située au sein d'un enclos paroissial.

## Localisation
L'église est située dans le département français du Finistère, sur la commune de Berrien.

## Historique
L'édifice est classé au titre des monuments historiques en 1915.